# Abdul Rahim Ayew
Ibrahim Ayew també conegut com a Rahim Ayew (nascut el 16 d'abril de 1988 a Tamale) és un futbolista ghanès que actualment juga de migcampista ofensiu per El Zamalek en la lliga egípcia.